# Mužský
Mužský är ett berg i Tjeckien.   Det ligger i regionen Mellersta Böhmen, i den centrala delen av landet, 70 km nordost om huvudstaden Prag. Toppen på Mužský är 463 meter över havet, eller 193 meter över den omgivande terrängen. Bredden vid basen är 6,5 km.
Terrängen runt Mužský är huvudsakligen platt, men den allra närmaste omgivningen är kuperad.Runt Mužský är det ganska glesbefolkat, med 42 invånare per kvadratkilometer. Närmaste större samhälle är Mladá Boleslav, 16,4 km sydväst om Mužský. Trakten runt Mužský består till största delen av jordbruksmark.